# Giovanni Andrea de Ferrari
Pour les articles homonymes, voir De Ferrari et Ferrari.
Giovanni Andrea de Ferrari (1598 - 25 décembre 1669) est un peintre italien de l'école génoise portant le même nom de Ferrari comme Orazio de Ferrari et Gregorio de Ferrari.

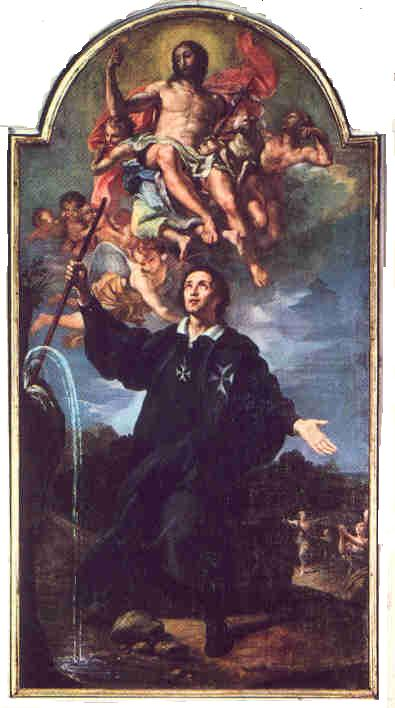
San Ugo Canefri, Commenda di San Giovanni di Pré, Gênes

## Biographie
Bernardo Strozzi fit parie des peintres qui ont contribué à sa formation à Gênes. Giovanni Andrea de Ferrari collabora à de nombreux projets de Giovanni Andrea Ansaldo.
Parmi ses élèves on compte Giovanni Bernardo Carbone, Sebastiano Cervetto, Giovanni Benedetto Castiglione, Andrea Podestà et Giovanni Battista Tassara (it).

## Œuvres
- La mort de Cléopâtre, vers 1640-1650, Fondazione Credito Bergamasco, Bergame ;
- Incontro della Vergine con Santa Elisabetta, église Santo Stefano, Casella ;
- San Ugo Canefri, Commenda di San Giovanni di Pré, Gênes.

## Sources
- (en) Cet article est partiellement ou en totalité issu de l’article de Wikipédia en anglais intitulé « Giovanni Andrea de Ferrari » (voir la liste des auteurs) du 07/08/2007.